# カール・ベルンハルト・フォン・トリニウス

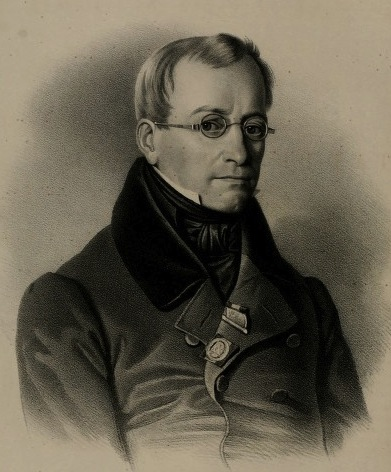
カール・ベルンハルト・フォン・トリニウス

カール・ベルンハルト・フォン・トリニウス（Carl Bernhard von Trinius, 1778年3月7日 - 1844年3月12日）はドイツの医師、植物学者、詩人である。ロシアで働き、皇太子アレクサンドルの侍医、家庭教師を務めた。

## 生涯
アイスレーベンで生まれた。父親はプロテスタントの牧師のヨハン・アントン・トリニウス (Johann Anton Trinius)、母親はホメオパシーの創始者とされるザムエル・ハーネマンの妹である。6歳で父ヨハンを失い、母親は教師と再婚した。1792年からイェーナ大学、ハレ大学、ゲッティンゲン大学で医学を学び、また植物学にも興味を持った。1802年に医師の資格を得た後、バルト地域に移り、ラトビアのHasenpoth（現Aizpute）で詩人のウルリヒ・フォン・シュリッペンバッハ（Ulrich von Schlippenbach, 1774年 - 1826年）らと知り合った。1808年にヴュルテンベルク家の公爵夫人アントワネット (Antoinette von Württemberg) の個人医となった。植物学の研究を行いながら、公爵夫人が没するまで、治療のためにドイツとロシアの間を何度も旅した。
1810年にサンクトペテルブルクの帝国科学アカデミーの外国人会員となり、1823年には一般会員に選ばれた。ナポレオン戦争中の1811年から1815年の間、公爵夫人とともにサンクトペテルブルクに滞在し、1822年までビテプスクに住んだ後、サンクトペテルブルクに移住し、公爵夫人の死後はロシア皇室の医師、1833年までアレクサンドル皇太子の自然史の家庭教師となった。1830年ころからホメオパシーの研究を行い、ハーネマンと定期的に連絡を取り合った。
1837年から1838年の間、ドイツ各地の植物園を巡り旅行を行ったが、1837年にミュンヘンで、1838年にドレスデンで脳梗塞を起こした。1844年に心不全によりサンクトペテルブルクで死去。彼の収集したコレクションは、自らが創立者の一人である帝国サンクトペテルブルク植物園（現在のコマロフ植物研究所：Ботанический институт им. В.Л.Комарова РАН）に寄付された。
セリ科の属名、 トリニア属 (Trinia) に献名されている。 

## 著書
- 1820: Fundamenta Agrostographiae, Botanisches Standardwerk
- Über das Wesen und die Bedeutung der menschlichen Haare und der Zähne.
- 1828: Species graminum, iconibus et desciptionibus illustr.
- 1848: Gedichte von Dr. B. C. Trinius, herausgegeben von zweien seiner Freunde, Berlin 1848